# ПК8000

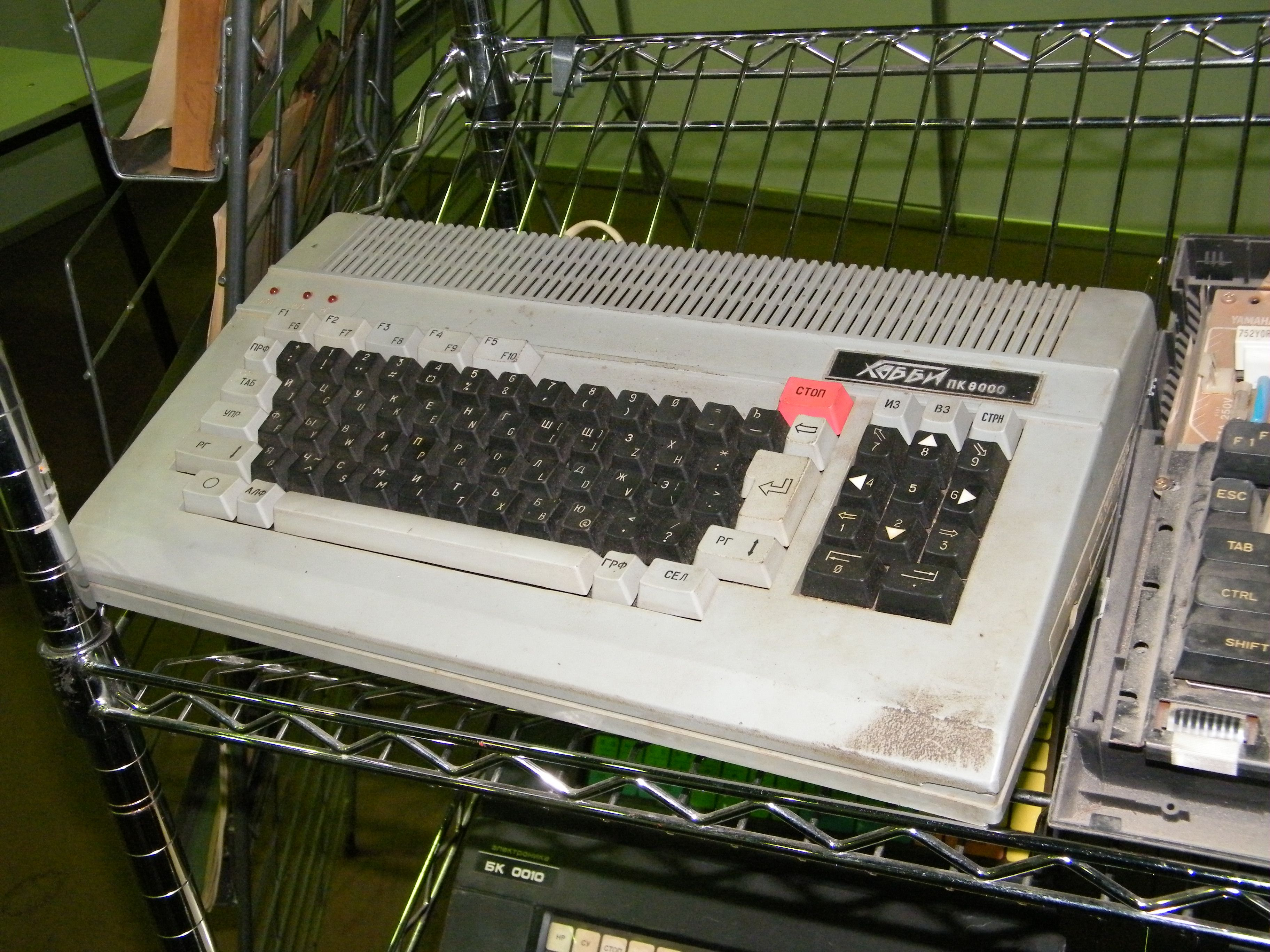
Компьютер «Хобби» ПК8000

ПК8000 («Сура», «Веста», «Хобби», «Карат») — советский 8-разрядный бытовой персональный компьютер.
Изначально «Сура» разрабатывалась на Пензенском заводе вычислительных электронных машин («ВЭМ», в настоящее время ОАО «ППО ЭВТ»). Компьютер выпускался разными заводами под разными названиями. Модель «Сура» производилась Пензенским заводом «ВЭМ» с 1987 года, выпускалось порядка 15 модификаций (с дисководами, принтером, монитором). Модель «Веста» выпускалась с 1988 года по начало 1990-х годов Ставропольским заводом «Сигнал». Также в самом начале 1990-х годов под названием «Хобби» компьютер выпускался в Оренбурге.
Помимо названия, модели компьютера различаются наличием или отсутствием одного из разъёмов расширения, а также версией встроенного интерпретатора Бейсика. Обе известные версии Бейсика (1.1 и 1.2) датированы 1987 годом.
В конце 1980-х — начале 1990-х годов на основе компьютера ПК8000 выпускался игровой автомат «Фотон».

## История создания
Прототипом при создании ПК послужили компьютеры стандарта MSX, хорошо известные в СССР в качестве учебных ПК. Группа специалистов (Александр Фролов, Андрей Малышкин, Николай Такочаков и др.), занимавшаяся разработкой компьютера, столкнулась с большими трудностями при попытке создать ПК, полностью совместимый с MSX — в СССР не выпускались аналоги процессора Z80, видеопроцессора и звукового генератора, применяемых в стандарте MSX. Использовать зарубежные комплектующие в то время в СССР было не принято. Создание заказных микросхем для подобного ПК также не было одобрено руководством министерства, а реализация всех функций видеопроцессора MSX на «мелкой логике» требовала использования дорогой многослойной печатной платы и многих десятков микросхем, что было экономически нецелесообразно. Поэтому разработчики приняли решение на первом этапе сделать упрощённый вариант конструкции компьютера, основанный исключительно на отечественной элементной базе, а затем уже продолжить разработку ПК, полностью совместимого с MSX. Соответственно, созданная в 1987 году «по мотивам» стандарта MSX модель не была совместима с этим стандартом, имея с ним сходство лишь в работе видеоконтроллера и встроенного в ПЗУ Бейсика. Эта модель и была запущена в производство под названием «Сура».
В 1989 году история создания советских MSX-совместимых ПК продолжилась — в московском НИИСчётмаше был разработан ПК8002 «Эльф», существенно улучшенная модель с поддержкой аппаратных спрайтов и аппаратного 3-канального звука, по графике средняя между MSX и MSX2, но снова не полностью с ними совместимая.
Позднее, в начале 1990-х годов, на базе компьютера «Сура» в таком же корпусе был выпущен компьютер «СУРА-С», совместимый с ZX Spectrum 48K.
ПК8000 «Сура» был первым серийным советским ПК с многоцветной графикой («Вектор-06Ц» выпущен позже).
Цена ПК8000 на рубеже 1980-х и 1990-х годов составляла 1000—1175 руб. (для сравнения, другие отечественные бытовые ПК с аналогичным объёмом памяти стоили, как правило, около 750 руб. — «Львов ПК-01», «Вектор-06Ц» и др.).

## Технические характеристики
- Процессор: КР580ВМ80А на тактовой частоте 2,5 МГц; процессор серьёзно тормозится видеоконтроллером, максимальное быстродействие зависит от места выполнения программы (ПЗУ или ОЗУ) и режима экрана — 370 тыс. оп./с. (ОЗУ, режим 1 и 2), 410 тыс. оп./с. (ОЗУ, режим 0), 500 тыс. оп./с. (ПЗУ, внешнее ПЗУ и внешнее ОЗУ)[4].
- Память: ОЗУ — 64 КБ, из которых видео-ОЗУ — 16 КБ; ПЗУ — 16 КБ
- Графика:
  - Текстовые режимы 40×24 и 32×24 (символы 6×8 и 8×8)
  - Графический режим 256×192, 15 цветов
- Звук: однобитный программный (требует большой загрузки процессора), выводится через встроенный пьезоизлучатель
- Устройство вывода изображения: монитор либо телевизор
- Внешняя память: бытовой кассетный магнитофон, кассеты ПЗУ, внешний блок с дисководом (в зависимости от комплектации)
- Встроенный интерпретатор языка Бейсик (расширение версии GW-BASIC)
- Потребляемая мощность — не более 13,5 Вт
- Габаритные размеры — 417x245x75 мм
- Масса — 2,9 кг
- Средняя наработка на отказ — 5000 ч.[5]
- Гарантийный срок эксплуатации — 12 мес.

В комплекте с компьютером поставлялись документация в виде трёх отдельных книжек — «Руководство по эксплуатации», «Язык Бейсик — руководство пользователя», «Прикладные программы — руководство пользователя»; набор принципиальных схем; адаптер ТВ-приёмника; кабели для подключения к кассетному магнитофону и телевизору; кассета МК60 с игровым и прикладным ПО на Бейсике — «TEST», «УДАВ», «ТЕННИС», «БИО», «АТАКА», «БАНКИР», «ПАКЕТ»; а также разъём, винты, гайки, шайбы для установки в телевизор в случае отсутствия в нём соответствующего входа.
Среди дополнительных аксессуаров, приобретаемых отдельно, в руководстве по эксплуатации упоминаются:
- Кассеты ПЗУ (в частности, с Бейсиком версии 2.0)
- Манипуляторы для игр (Веста ИМ-01)
- Платы сопряжения для радиолюбителей [источник не указан 928 дней]
- Программируемый звукогенератор [источник не указан 928 дней]
- Печатающее устройство (LX800 за 1100 руб.) [источник не указан 928 дней]
- Модуль накопителей ГМД ПХ3.060.038 (два дисковода - 3900 руб., один дисковод - 2400 руб.)

## Устройство

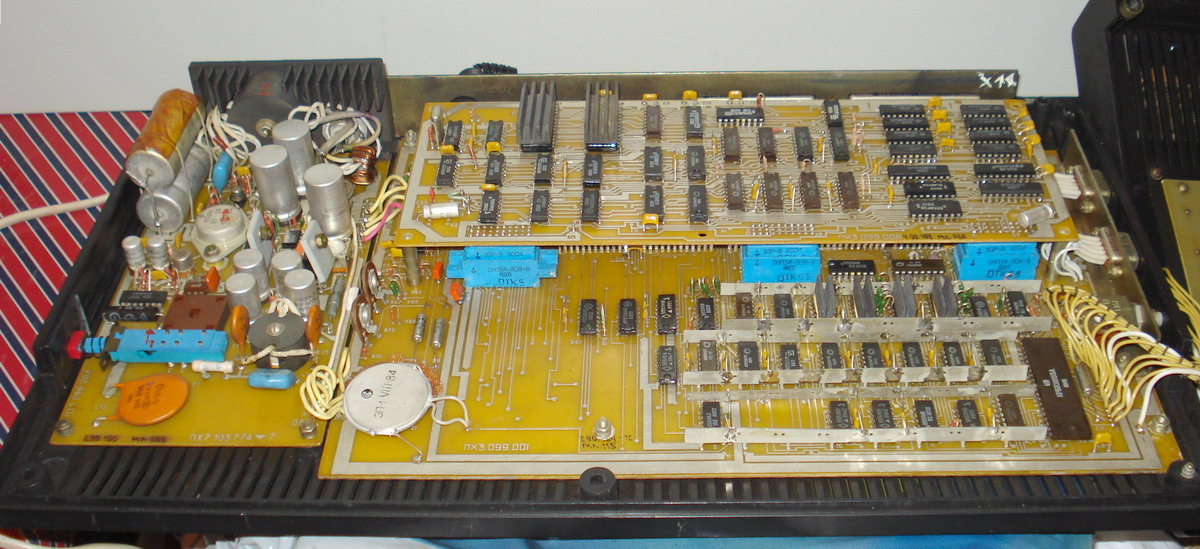
Печатные платы ПК8000

Архитектура компьютера частично повторяет компьютеры стандарта MSX, но не совместима с ним.
Отличия от стандарта MSX заключаются в использовании процессора КР580ВМ80А вместо Z80, адресах портов внутренних устройств, отсутствии генератора звука на базе микросхемы AY-3-8910 и некоторых других деталях. Таким образом, ПК8000 не позволяет использовать ПО для компьютеров MSX, за исключением частичной совместимости с программами, написанными на Бейсике.
Сходство заключается в аналогичной раскладке клавиатуры, аналогичном встроенном интерпретаторе языка Бейсик (частично совместим с MSX BASIC), формате записи на ленту и организации видеопамяти — видеосистема ПК8000 во многом аналогична видеоконтроллеру TMS9918 (набор видеорежимов и организация видеопамяти), но не имеет аппаратного вывода спрайтов. В ПЗУ присутствует проверка наличия сигнатуры AB по адресу #4000 при сбросе и выполняется автозапуск программы, если сигнатура найдена — такая проверка используется в компьютерах стандарта MSX для автозапуска программ с картриджа ПЗУ, если он вставлен в слот.
Компьютер имеет два разъёма для подключения джойстика. Их количество, тип (DB9) и назначение контактов соответствуют стандарту Atari, используемому на компьютерах MSX. Однако, используется обратный тип разъёма (DB9S вместо DB9M, то есть «розетка» вместо «вилки»), а также изменены направления Left/Right.
Компьютер имеет конструкцию моноблока с клавиатурой. Клавиатура содержит 80 клавиш, основная раскладка — русская ЙЦУКЕН, дополнительная — латинская фонетическая JCUKEN. Электроника компьютера располагается на четырёх отдельных платах: плата импульсного блока питания, плата клавиатуры и две системные платы.
На двух системных платах находится 87 микросхем: в основном, простая логика 555-й и 1533-й серий. На процессоре и четырёх микросхемах К155РУ2 установлены металлические радиаторы. Из БИС на платах присутствуют процессор КР580ВМ80А, два периферийных адаптера КР580ВВ55, две ПЛМ КР556РТ2, восемь масочных ПЗУ К573РФ2 или КР573РТ2 (каждая имеет объём 2КБ). ОЗУ выполнено на восьми микросхемах КР565РУ5.
Одно из достоинств ПК8000 — очень большой объем памяти, доступный программам на Бейсике — около 47 килобайт. Это рекордный объем среди советских домашних и учебных ПК. Для сравнения: у ближайших советских аналогов по качеству графики — «Вектора-06Ц» и ПК8002 Бейсику доступно всего около 15-16 килобайт (у этих моделей нет Бейсика в ПЗУ — он загружается с внешнего носителя в ОЗУ), у самого популярного домашнего компьютера БК-0010-01 — в стандартном режиме всего 7,5 килобайт, и даже у очень серьезного учебного ПК УКНЦ (имеющего ОЗУ общим объемом 192 килобайта) доступный размер программ на Бейсике примерно в 4 раза меньше, чем у ПК8000.
Одним из главных недостатков ПК8000 было отсутствие графики высокого разрешения или многоколоночного текстового режима, что отличало его в худшую сторону от многих других советских бытовых ПК (у БК-0010/0011, «Вектора-06Ц», «Корвета», УКНЦ и т. д. высокое разрешение было — от 512х256 до 640х288 (УКНЦ) точек). То есть графика ПК8000, как и у его частичного прототипа MSX, не была рассчитана на какое-либо серьезное профессиональное применение ПК, основное её назначение — игры и обучение.
В целом, компьютеры ПК8000, безусловно, выделялись среди других отечественных моделей 80-х годов. Однако наряду с сильными сторонами — многоцветностью и отличной скоростью графики в играх, простотой создания игр, хорошим объемом ОЗУ и рекордным максимальным размером программ на Бейсике, наличием разъемов принтера и джойстиков, хорошей клавиатурой — он имел и заметные недостатки: отсутствие «профессиональных» видеорежимов (высокого разрешения), сравнительно медленный процессор, очень небольшой набор качественных программ и игр, несколько устаревший дизайн с, как правило, грубоватым черным корпусом и страшноватыми разъемами в стиле аппаратуры 60-х, а также не совсем понятную высокую цену.

## Видеосистема
Устройство видеоконтроллера ПК8000 резко отличалось от принятого в большинстве других советских ПК — вместо линейного кадрового буфера с произвольным выбором цветов для любой точки «в наследство» от MSX этому ПК досталась так называемая «тайловая» («плиточная») графика. Она пришла из игровых приставок и первых простейших ПК (вроде Commodore VIC-20), в которых такая организация экрана позволяла получить быструю смену изображения при достаточно большом числе цветов и самом минимальном размере видеопамяти.
ПК8000 поддерживал три видеорежима:
• Режим 0. Монохромный текстовый режим с программируемым знакогенератором. Цвета фона и текста (оба от 0 до 15), общие для всего экрана, задаются в специальном регистре. Цвет рамки экрана равен цвету фона. 24 строки по 40 символов в строке (размер знакоместа 6×8 точек). Задействуются 3,5 килобайта видеопамяти: 2 КБ — знакогенератор на 256 символов (8×8 точек, 8 байт на символ; на экран в этом режиме выводится лишь 6×8 точек), 1,5 КБ — буфер экрана (из него используется только 960 байт). Этот режим действительно применяется в основном для вывода текста.
• Режим 1. Цветной текстовый режим с программируемым знакогенератором. 24 строки по 32 символа в строке (размер знакоместа 8×8 точек). Цвет рамки экрана задается отдельно в специальном регистре. Все символы знакогенератора разбиты на 32 группы по 8 символов, для каждой группы в специальной области видеопамяти (таблице цвета) задается любой из 16 цветов изображения и фона (1 байт: 4 бита изображение и 4 бита фон — на каждую группу), то есть среди 256 знаков может быть 32 разных группы имеющих своё собственное сочетание цвета изображения и фона (единицам в знакоместе 8×8 точек соответствует цвет изображения, нулям — цвет фона). То есть графика в этом режиме похожа на ZX Spectrum, но, в отличие от «Спектрума», цвет изображения и фона задается не для каждого из 768 знакомест экрана (24×32), а для символов программируемого аппаратного знакогенератора (его у «Спектрума» нет), причем не произвольно для всех 256, а только для целой группы из 8 символов. Задействуется при этом менее 3 килобайт видеопамяти: 2 Кб — знакогенератор на 256 символов (8×8 точек, 8 байт на символ), 768 байт — буфер экрана (в нём для каждого из 24×32 знакомест экрана задаётся номер одного из 256 символов знакогенератора, который должен отображаться в данном месте экрана) и 32 байта — таблица цвета. Этот режим очень удобен не только для вывода многоцветного текста, но и для графики, особенно в играх, поскольку позволяет почти мгновенно изменять изображение на экране, меняя всего лишь содержимое 768 байт экранного буфера, к примеру: сдвигать в любую сторону отдельные объекты на экране или весь экран, выводить быструю анимацию и т. д.). Кроме того, адреса знакогенератора, кадрового буфера и таблицы цветов задаются в специальных ячейках памяти, и это позволяет иметь в видеопамяти несколько знакогенераторов, кадровых буферов и т. д., что еще больше расширяет изобразительные возможности этого режима.
• Режим 2. Цветной текстовый режим с повышенным цветовым разрешением (он также может рассматриваться как графический режим с разрешением 256×192 точки). В этом режиме видеопамять разделена на три области: знакогенератор из тройного набора по 256 символов или, если рассматривать этот режим как графический, массив графики (его размер 256×192 бита = 6 килобайт или 3 набора знаков по 2048 байт), массив цвета (тоже 6 килобайт, в нём каждый байт задает цвет изображения (единицы в массиве графики) и фона (нули в массиве графики) для каждого байта (то есть горизонтального отрезка из 8 точек) в массиве графики или, если рассматривать этот режим как текстовый, задаются цвета изображения и фона для каждой строки из 8 точек каждого из 768 символов тройного знакогенератора) и кадровый буфер (768 байт, разделенных на 3 части: верх экрана, середина экрана и низ экрана, — в каждой части код символа указывает на свой знакогенератор из 256 символов). Таким образом, задействуются 12,75 килобайт видеопамяти. То есть этот режим, по сути, похож на экран того же «Спектрума», но цвет изображения и фона задается не для квадрата 8×8 точек, а для гораздо более мелкого элемента — отрезка из 8 точек, что обеспечивает возможность отображения более детальной многоцветной картинки, хотя и не дает возможности абсолютно произвольного выбора цвета любой точки из набора доступных цветов, характерной для большинства советских ПК (БК-0010, «Корвет», «Вектор-06Ц», «Львов ПК-01», УКНЦ, ДВК и т. д.). Этот режим используется как для вывода векторной графики, состоящей из линий, окружностей, дуг, кривых, графиков функций и т. д., так и в играх со сложной многоцветной графикой, если цветовая детализация режима 1 (то есть два цвета на квадрат 8×8 точек) недостаточна для отображения нужной картинки.
Наличие программируемого цветного знакогенератора даёт большие преимущества в играх и резко снижает требования к скорости процессора — фактически, все игры работают как бы в текстовом режиме, и процессору чаще всего достаточно постоянно манипулировать лишь кадровым буфером размером 768 байт (компьютерам с более классической организацией видеоконтроллера приходится постоянно производить обработку примерно от 6 до 32 килобайт видеопамяти). Однако отсутствие спрайтов сильно усложняет наложение подвижных объектов на сложный фон, а также плавное движение объектов (но плавное движение объектов на однородном фоне или даже скроллинг всего фона можно легко имитировать с помощью соответствующего задания знакогенератора или программным сдвигом отдельных символов). Тем не менее, для огромного количества игр вполне достаточно и обычного знакогенератора, а наличие аппаратных спрайтов не имеет принципиального значения. К тому же, наличие «графического» режима 256×192 с 16-цветной графикой позволяло получить достаточно сложную и многоцветную картинку в играх, в том числе и программно накладывать объекты на сложный фон. Причем, в отличие от компьютеров MSX, процессор ПК8000 мог напрямую обращаться к видеопамяти, быстро изменяя не только кадровый буфер, но и знакогенератор, и таблицу цвета, что давало даже некоторые интересные дополнительные возможности в сравнении с MSX (у MSX работа с видеопамятью велась только через регистры видеопроцессора, что было сравнительно медленно). Несмотря на выдающиеся игровые возможности ПК8000, на практике большинство игр для этого ПК имели достаточно простую графику, с чёрным фоном и одноцветными объектами. К тому же, очень многие игры сделаны на Бейсике и не использовали все скоростные возможности ПК8000. Поддержка 15 приятных MSX-овских цветов все же делала игры достаточно красочными, а аппаратная поддержка цветного знакогенератора обеспечивала великолепную скорость отображения графики в играх на ассемблере. И лучшие игры, в основном перенесенные с ПК стандарта MSX (Putup, Eric, Ninja Kage, Stop the Express, Binary Land, Crux, Питон и др.), хорошо показывают развлекательные возможности этого ПК.

## Публикации
- Велихов Е. П., Персианцев И. Г., Рахимов А. Т., Рой Н. Н., Скурихин А. В., Щербаков О. А. Персональный компьютер в системе автоматизации физического эксперимента. — Журнал «Микропроцессорные средства и системы», № 1/1986.